# Vladimir Ivanovič Popov
Vladimir Ivanovič Popov (in russo Владимир Иванович Попов?; Mosca, 5 giugno 1930 – 1º aprile 1987) è stato un regista e animatore sovietico.
Lavorò a lungo presso lo studio di animazione moscovita Sojuzmul'tfil'm, dove diresse tra l'altro la famosa serie Troe iz Prostokvašino.

## Filmografia parziale
- Troe iz Prostokvašino (1978)
- Kanikuly v Prostokvašino (1980)
- Zima v Prostokvašino (1984)